# Volver a vivir (película de 1941)
 Volver a vivir  es una película de Argentina en blanco y negro dirigida por Adelqui Migliar según el guion de Ariel Cortazzo y Jaime Prades que se estrenó el 23 de abril de 1941 y que tuvo como protagonistas a Silvana Roth, Niní Gambier, Angelina Pagano y Domingo Sapelli.

## Sinopsis
Un joven con dinero se rehabilita en el campo después de haber engañado a su familia y estar complicado en actividades delictivas.

## Reparto
| - Diana Adhemar - Pedro Beco - José Castroler - Héctor Coire - Aída Fernández - Rene Fischer Bauer - Domingo Froid - Rafael Frontaura - Niní Gambier - Carmen Giménez - Alberto Giralde - Miguel Inclán - Antonio Lagrosa - Pancho López - Claudio Martino | - Adolfo Meyer - Toti Muñoz - Angelina Pagano - Alfonso Pisano - Elvira Quiroga - Alberto Rodríguez - Silvana Roth - Domingo Sapelli - Ernesto Soriani - Héctor Torres - Félix Tortorelli - Héctor Urquiola - Héctor Vozza - Horacio Zaro - Warly Ceriani |

## Comentarios
Manrupe y Portela consideran que tiene "un tema interesante de realización standard", para La Razón es una película "sencilla y honesta" y el crítico Roland opinó que

"Impresiona como si fuera nada más el borrador de una película a la espera de ser pasado en limpio"